# Donald A. Stroh

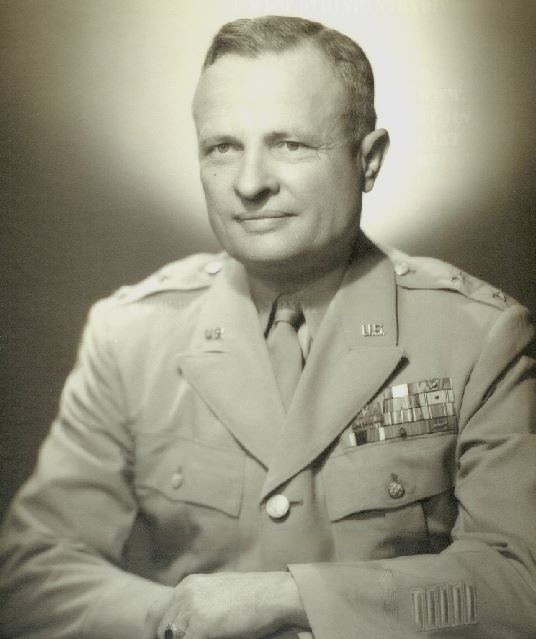
Donald A. Stroh

Donald Armpriester Stroh (* 3. November 1892 in Harrisburg, Pennsylvania; † 20. Dezember 1953 ebenda) war ein Generalmajor der United States Army. Er war unter anderem Kommandeur der 8. und der 106. Infanteriedivision.

## Leben
Donald Stroh war ein Sohn von Harry Lincoln Stroh und dessen Frau Annie Armpriester. Im Jahr 1896 zog die Familie nach Washington, D.C., wo der Vater Pressesprecher des Bureau of Engraving and Printing war. Dort besuchte Donald die öffentlichen Schulen einschließlich der High School. Dabei absolvierte er auch eine Kadettenausbildung. Im Jahr 1917 trat er zunächst dem United States Marine Corps bei. Wenig später wechselte er zum US-Heer, wo er als Leutnant der Kavallerie zugeteilt wurde. In der Armee durchlief er anschließend alle Offiziersränge vom Leutnant bis zum Zwei-Sterne-General.
Im Lauf seiner militärischen Karriere absolvierte Stroh verschiedene Kurse und Schulungen. Dazu gehörten unter anderem die Infantry School, das Command and General Staff College und das United States Army War College. Während des Ersten Weltkriegs war er nicht in Europa eingesetzt. Stattdessen tat er an der mexikanischen Grenze Dienst.
In den 1920er und 1930er Jahren absolvierte Stroh den für Offiziere in den jeweiligen Rangstufen üblichen Dienst in unterschiedlichen Einheiten und Standorten. Dazu gehörten auch Aufgaben als Stabsoffizier in verschiedenen Hauptquartieren. Zwischen Juli 1940 und Februar 1942 war er Nachrichtenoffizier bei der 4. Armee. Während dieser Zeit war er für zwei Monate (Mai bis Juli 1941) als Militärbeobachter in Großbritannien.
In seine Zeit als Nachrichtenoffizier bei der 4. Armee fiel der Eintritt der Vereinigten Staaten in den Zweiten Weltkrieg. Zwischen Februar und August 1942 gehörte Stroh dem Stab der 85. Infanteriedivision an. Daran schloss sich eine Versetzung zur 9. Infanteriedivision an, der er zwischen August 1942 und Juli 1944 angehörte. Mit dieser Division nahm Stroh aktiv am Kriegsgeschehen teil. Er war in Nordafrika eingesetzt, wo er unter anderem am Tunesienfeldzug teilnahm. Im August 1943 landete die Division in Palermo auf Sizilien. Anschließend wurde sie nach Großbritannien zurückverlegt und auf einen Einsatz im Zuge der Landung der Alliierten in der Normandie vorbereitet. Strohs Division landete am 10. Juni 1944 und nahm sofort an den Kampfhandlungen in Frankreich teil.
Zwischen Juli und Dezember 1944 kommandierte Donald Stroh als Nachfolger von William C. McMahon die 8. Infanteriedivision, die auf dem gleichen Gebiet eingesetzt war und zusammen mit anderen Verbänden durch Frankreich Richtung deutscher Grenze vordrang. Strohs Division war in schwere Kämpfe verwickelt. Dazu gehörten die Schlacht um die Bretagne und später die Schlacht im Hürtgenwald.
Im November 1944 erhielt Stroh als Nachfolger von Herbert T. Perrin das Kommando über die 106. Infanteriedivision, das er bis zum 1. Oktober 1945 innehatte. Diese Division operierte damals ebenfalls in Nordwesteuropa und war an der Abwehr der deutschen Ardennenoffensive beteiligt, wobei zwei komplette amerikanische Regimenter mit 7000 Soldaten zwischenzeitlich in deutsche Gefangenschaft gerieten. Später drang die Division nach Deutschland vor und gehörte für einige Zeit zu den dortigen amerikanischen Besatzungstruppen. Ende des Jahres 1945 wurde Strohs 106. Infanteriedivision aufgelöst.
Nach zwischenzeitlich anderen Verwendungen ging Donald Stroh im Jahr 1949 aus gesundheitlichen Gründen endgültig in den Ruhestand. Bereits zwei Jahre zuvor hatte er seinen Abschied eingereicht. Dann wurde er aber für kurze Zeit reaktiviert.
Stroh verbrachte seinen Lebensabend in seiner Geburtsstadt Harrisburg. Der seit 1917 mit Imogene Finger verheiratete Offizier stab am 20. Dezember 1953 und wurde auf dem Nationalfriedhof Arlington beigesetzt.

## Orden und Auszeichnungen
Donald Stroh erhielt im Lauf seiner militärischen Laufbahn unter anderem folgende Auszeichnungen:
- Army Distinguished Service Medal
- Legion of Merit
- Bronze Star Medal